# Deus ex machina

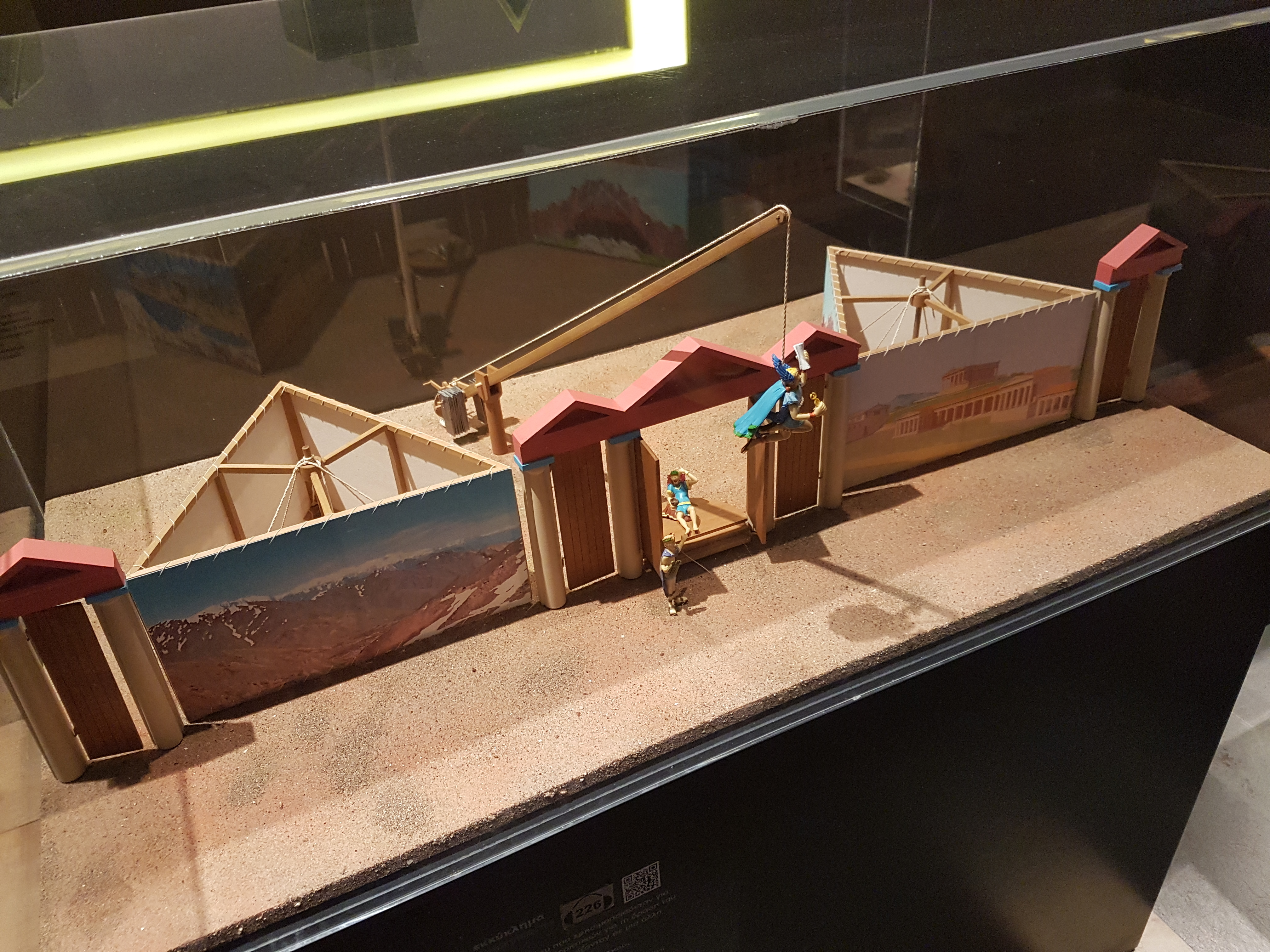
Periaktos vagy ekkyklema az i. e. 5. században, modell (Szaloniki Technológiai Múzeum)

A deus ex machina [ˈdeʊs ɛks ˈmaː.kʰɪ.naː] (latin: szó szerint „Isten a gépből”) a történetek egy jellemző eleme, egy meglepő, nem várt esemény, amely hirtelen teljesen megold egy addig megoldhatatlannak vélt bonyodalmat. Általában isteni beavatkozás.
Az ókori görög drámákban gyakran előfordul, hogy a cselekmény oly kilátástalanná válik, hogy csak egy csoda vagy isteni közbeavatkozás oldhatja fel. Például egy istenség lépett – vagyis inkább ereszkedett alá – a színpadra a hatás kedvéért, az istent játszó színész nem egyszerűen besétált, hanem egy hatalmas daruval vagy más szerkezettel ereszkedett le a színpadra a színészek közé. Tehát az isten a gépből, vagyis inkább a gép segítségével érkezett a színpadra, és megoldotta a helyzetet.
Átvitt értelemben: az események sorában olyan váratlan fordulat, amelyet nem az adott helyzet szereplői idéznek elő, tőlük függetlenül következik be.
Ilyen értelemben használja Jókai Mór a kifejezést tréfásan elferdítve - ursus ex machina -, amikor egy medve hirtelen felbukkanása nyújt váratlan segítséget a főszereplőnek és társának szándékuk sikeres megvalósításában.